# Kłóbka (gmina)
Kłóbka – dawna gmina wiejska istniejąca do 1954 roku w woj. warszawskim, pomorskim i bydgoskim. Siedzibą władz gminy była Kłóbka.
W okresie międzywojennym gmina Kłóbka należała do powiatu włocławskiego w woj. warszawskim. 1 kwietnia 1938 roku gminę wraz z całym powiatem włocławskim przeniesiono do woj. pomorskiego.
Po wojnie gmina weszła w skład terytorialnie zmienionego woj. pomorskiego, przemianowanego 6 lipca 1950 roku na woj. bydgoskie. Według stanu z 1 lipca 1952 roku gmina była podzielona na 18 gromad.
Gmina została zniesiona 29 września 1954 roku wraz z reformą wprowadzającą gromady w miejsce gmin. Jednostki nie przywrócono 1 stycznia 1973 roku po reaktywowaniu gmin, a jej obszar wszedł głównie w skład gmin Lubień Kujawski, Kowal i Kłótno.